# 8-я кавалерийская дивизия СС «Флориан Гайер»
8-я кавалерийская дивизия СС «Флориан Гайер» (нем. 8.SS-Kavallerie-Division «Florian Geyer») сформирована 9 сентября 1942 года как кавалерийская дивизия СС из кавалерийской бригады СС. 22 октября 1943 переименована в 8-ю кавалерийскую дивизию СС, 17 марта 1944 дивизия получила имя Флориана Гайера (1490—1525), руководителя армии времён Крестьянской войны.
После уничтожения большей части дивизии при падении Будапешта 12 февраля 1945 года оставшиеся за пределами окружения части были использованы при формировании 37-й добровольческой кавалерийской дивизии СС «Лютцов».

## Боевой путь

### Создание. Начало боёв
В начале 1942 года на Восточный фронт была брошена Кавалерийская бригада СС. Её потери в январе 1942 года составили до 35 % личного состава и почти весь дивизион разведки. Последующие бои ещё больше потрепали бригаду и уже в апреле 1942 года её свели в боевую группу под командованием командира 2-го кавалерийского полка СС штурмбаннфюрера СС Августа Цеендера. К этому времени было решено не пополнять кавалерийскую бригаду СС, а начать формирование кавалерийской дивизии.
23 мая 1942 года остатки боевой группы вывели с фронта и отправили в учебный лагерь СС в Дебице (Польша).
01 июня 1942 года здесь началось формирование Кавалерийской дивизии СС (SS-Kavallerie-Division). В соответствии с утверждёнными штатами был сформирован ещё один кавалерийский полк (теперь их стало три — 1-й, 2-й, 3-й), артиллерийский дивизион был развернут в полк и были созданы другие части дивизионного подчинения. Формирование дивизии было завершено в августе 1942 года.
25 августа 1942 года дивизия начала отбывать на Восточный фронт, под Могилёв. Из Могилева части дивизии были отправлены в Оршу, а затем осенью 1942 года в Смоленск. В октябре спешенные части дивизии участвовали в боях на юге от города Белый на реке Обше.
В ноябре 1942 года — январе 1943 года участвовала в боях в районе Ржева. Дивизия, переданная в состав 9-й армии, в ноябре 1942 была расположена в резерве в Ярцево. В декабре дивизия вошла в состав 30-го армейского корпуса и участвовала в оборонительных боях под Скороходовым. С середины декабря 1942 по конец января 1943 дивизия отражала атаки наступающей Красной армии у Лутцева. Во время этих боёв дивизия понесла значительные потери в конском составе.
20 февраля 1943 дивизия была отправлена в район Брянска, а через 4 дня в район Дмитровска — Дмитриева-Льговского. В том районе части дивизии действовали до середины апреля, в том числе, частично предавались различным армейским подразделениям.
Так например 2-й кавалерийский полк в спешенном виде, в качестве усиления, предавался в подчинение 137-й пехотной дивизии.
Затем дивизия была выведена в Бобруйск для пополнения.
В сентябре-октябре 1943 года — участвовала в обороне на Днепре. Затем отведена в Венгрию.

### Антипартизанские действия, геноцид местного населения

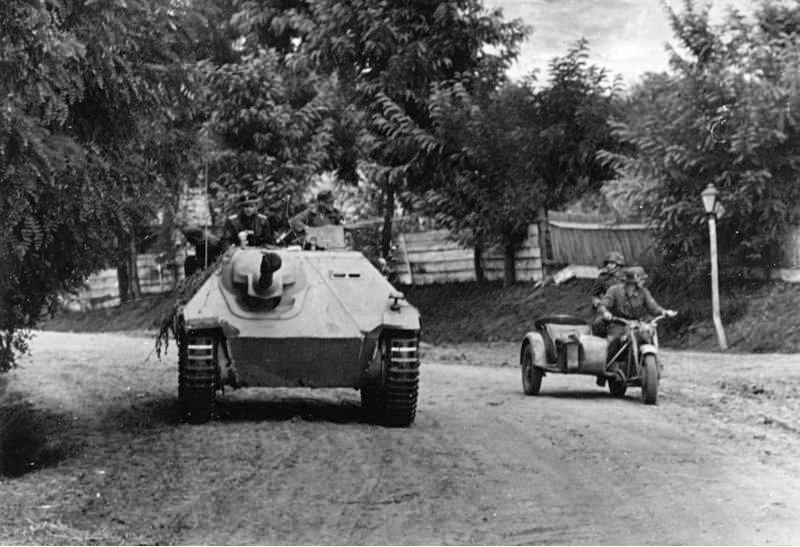
Венгрия, 1944 г. Jagdpanzer 38(t) «Hetzer» (Panzerjäger 38(t), Sd.Kfz.138/2).

9 мая 1943 года дивизия была передана в подчинение командующего антипартизанскими силами Эриха фон дем Бах-Зелевского. Под его руководством дивизия участвовала в кровавых антипартизанских операциях на Полесье и Волыни. В ходе так называемой «пацификации», то есть «умиротворения», было уничтожено большое количество лесных партизанских баз и белорусских деревень. В середине августа дивизии был придан ещё один кавалерийский полк, набранный из фольксдойче Восточной Европы и Советского Союза. Дивизия, таким образом, состояла уже из четырёх полков. В это время сама дивизия была передана в 8-ю армию. Прибывшие части дивизии были расположены западнее Харькова. Здесь части дивизии использовались в антипартизанских операциях, а затем были брошены на фронт против советских танков. Вместе с другими немецкими частями дивизия в конце сентября 1943 года отошла к Днепру.
В начале октября части дивизии участвовали в обороне Кременчуга. Оставив Кременчуг, дивизия отошла в Берестовку, отсюда кавалеристы СС отступили в район Кировограда. В этом районе части дивизии опять начали привлекаться к антипартизанским операциям. В конце 1943 года части дивизии были выведены с фронта и отправлены в Хорватию для пополнения.
Один из полков дивизии — 17-й — был оставлен в распоряжении Эриха фон дем Бах-Зелевского на Восточном фронте. В марте 1944 этот полк действовал против польских повстанцев из Армии Крайовой на Волыни, а у Ковеля был окружён и почти уничтожен. Лишь своевременное прибытие немецких танковых частей спасло полк от полного истребления. Тем временем остальная часть дивизии продолжала пополняться в Эссег. В начале марта из состава 15-го и 18-го полков дивизии была создана боевая группа для участия в операции «Маргарет». К 19 марта группа прибыла на территорию Венгрии, где принимала участие в занятии стратегически важных пунктов Байя и Дунафельдвар. Остатки 17 полка были выведены с Волыни и отправлены в венгерский город Кишбер. Остальная часть дивизии и 16-й полк участвовали в локальных антипартизанских операциях на Балканах. В апреле части дивизии были собраны воедино в Венгрии, а 17-й полк был передан для формирования 22-й кавалерийской дивизии СС «Мария Терезия».
В начале сентября 1944 года дивизия была передана в состав 6-й армии. Кавалерия СС, прибыв в район Трансильвании, была спешена и отправлена в наступление у Капальна Термит. После провала наступления дивизия отошла к реке Марош, а затем к Клужу. В ноябре дивизия дошла до Кишварда. Продолжая ноябрьское отступление, дивизия добралась до Мишкольца, откуда части дивизии отступили в район Будапешта. Спешенные кавалеристы СС участвовали в декабрьских боях за предместья города. После полного окружения города дивизия сражалась сначала в кварталах Пешта, а затем отступила в кварталы Буды на другом берегу Дуная. Немецкое командование не смогло должным образом наладить снабжение своих окруженных частей, а все попытки прорыва к городу потерпели крах. Ночью 12 февраля 1945 года остатки гарнизона пошли на прорыв кольца советских войск. Благодаря внезапности, большей части гарнизона удалось пробиться из города. Однако советское командование вовремя сумело организовать преследование и основная масса прорвавшихся была уничтожена. Из состава 8-й кавалерийской дивизии СС к немецким позициям вышли лишь единицы. Они вместе с запасным подразделением дивизии пошли на формирование новых, 33-й кавалерийской дивизии СС (3-й венгерской) и 37-й кавалерийской дивизии СС "Лютцов".

## Организация

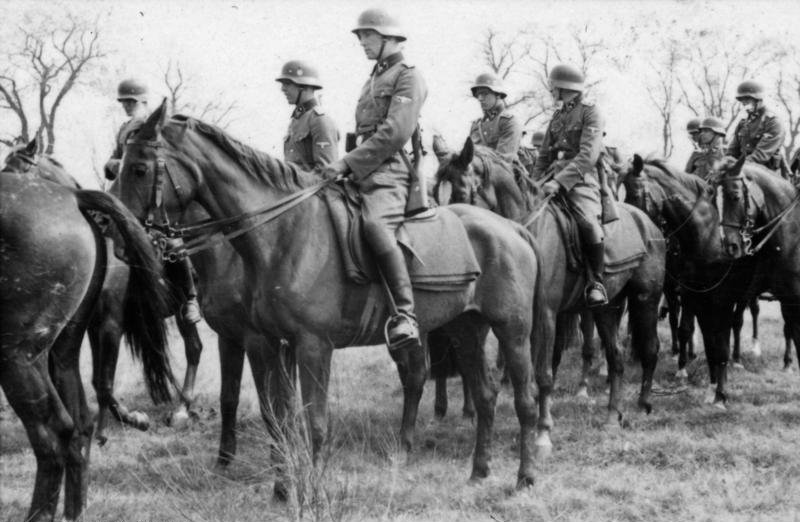
Кавалерийская бригада СС в СССР, 1941 год

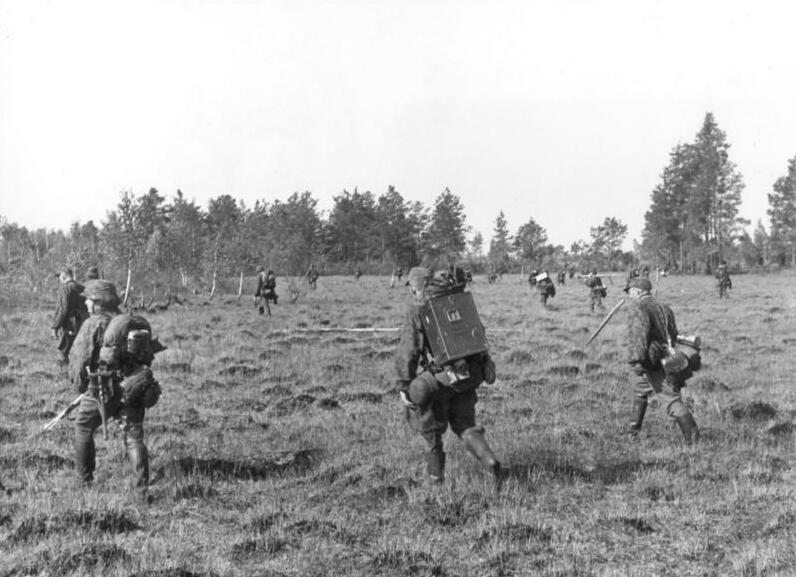
Май 1943 г., Мозырь, СССР. Солдаты дивизии участвуют в антипартизанском рейде.

### Кавалерийская дивизия СС (1942)
| Соединение                                                          | Немецкий вариант                                       |
| ------------------------------------------------------------------- | ------------------------------------------------------ |
| 1-й кавалерийский полк СС                                           | SS-Kavallerie-Regiment 1                               |
| 2-й кавалерийский полк СС                                           | SS-Kavallerie-Regiment 2                               |
| 3-й кавалерийский полк СС                                           | SS-Kavallerie-Regiment 3                               |
| Артиллерийский полк СС (кавалерийской дивизии)                      | SS-Artillerie-Regiment (Kavallerie-Division)           |
| Разведывательный батальон (велосипедный) СС (кавалерийской дивизии) | SS-Radfahr-Aufklärungs-Abteilung (Kavallerie-Division) |
| Противотанковый батальон СС (кавалерийской дивизии)                 | SS-Panzerjäger-Abteilung (Kavallerie-Division)         |
| Зенитный батальон СС (кавалерийской дивизии)                        | SS-Flak-Abteilung (Kavallerie-Division)                |
| Батальон связи СС (кавалерийской дивизии)                           | SS-Nachrichten-Abteilung (Kavallerie-Division)         |
| Сапёрный батальон СС (кавалерийской дивизии)                        | SS-Pionier-Bataillon (Kavallerie-Division)             |
| Батарея штурмовых орудий СС (кавалерийской дивизии)                 | SS-Sturmgeschütz-Batterie (Kavallerie-Division)        |
| Запасной батальон СС (кавалерийской дивизии)                        | SS-Feldersatz-Bataillon (Kavallerie-Division)          |

### 8-я кавалерийская дивизия СС (с 22 октября 1943)
| Соединение                                      | Немецкий вариант                   |
| ----------------------------------------------- | ---------------------------------- |
| 15-й кавалерийский полк СС                      | SS-Kavallerie-Regiment 15          |
| 16-й кавалерийский полк СС                      | SS-Kavallerie-Regiment 16          |
| 17-й кавалерийский полк СС                      | SS-Kavallerie-Regiment 17          |
| 18-й кавалерийский полк СС                      | SS-Kavallerie-Regiment 18          |
| 8-й артиллерийский полк СС                      | SS-Artillerie-Regiment 8           |
| 8-й разведывательный батальон (велосипедный) СС | SS-Radfahr-Aufklärungs-Abteilung 8 |
| 8-й противотанковый батальон СС                 | SS-Panzerjäger-Abteilung 8         |
| 8-й зенитный батальон СС                        | SS-Flak-Abteilung 8                |
| 8-й батальон связи СС                           | SS-Nachrichten-Abteilung 8         |
| 8-й сапёрный батальон СС                        | SS-Pionier-Bataillon 8             |
| 8-я батарея штурмовых орудий СС                 | SS-Sturmgeschütz-Batterie 8        |
| 8-й запасной батальон СС                        | SS-Feldersatz-Bataillon 8          |

## Командиры
| Период                           | Командир дивизии  | Воинское звание командира дивизии (на время командования дивизией) |
| -------------------------------- | ----------------- | ------------------------------------------------------------------ |
| май 1942 — 15 февраля 1943       | Вильгельм Биттрих | Бригадефюрер СС и генерал-майор войск СС                           |
| 15 февраля — 19 апреля 1943      | Фриц Фрейтаг      | Бригадефюрер СС                                                    |
| 19 апреля — 14 мая 1943          | Герман Фегелейн   | Бригадефюрер СС и генерал-майор войск СС                           |
| 13 сентября — 22 октября 1943    | Бруно Штреккенбах | Группенфюрер СС и генерал-лейтенант войск СС                       |
| 22 октября 1943 — 1 декабря 1944 | Герман Фегелейн   | Группенфюрер СС и генерал-лейтенант войск СС                       |
| 10 января — 14 апреля 1944       | Бруно Штреккенбах | Группенфюрер СС и генерал-лейтенант войск СС                       |
| 14 апреля — 1 июля 1944          | Густав Ломбард    | Оберфюрер СС                                                       |
| 1 июля 1944 — 11 февраля 1945    | Иоахим Румор      | Бригадефюрер СС генерал-майор войск СС                             |